# Can Artam
Can Artam né le 30 juin 1981 à Istanbul est un pilote automobile turc.

## Carrière
- 2001 : Championnat de Turquie de voitures de tourisme
- 2002 : Championnat de Turquie de voitures de tourisme 
  - Formule Renault FranAm, 14e
  - Championnat de Turquie de Formule 3
- 2003 : Championnat de Grande-Bretagne de Formule 3 National Class, 7e
  - 3 courses en Eurocup Formule Renault V6, 19e
- 2004 : Formule 3000, non classé
- 2005 : GP2 Series, 22e
  - 1 course en FIA GT, 9e

## Résultats enGP2 Series
| Saison | Écurie(s)                 | Courses disputées | Pole positions | Victoires | Podiums | Points inscrits | Classement |
| ------ | ------------------------- | ----------------- | -------------- | --------- | ------- | --------------- | ---------- |
| 2005   | Coloni Motorsport Durango | 23                | 0              | 0         | 0       | 2               | 22e        |